# Boston Teapot Trophy
Le Boston Teapot Trophy est un prix international récompensant le voilier-école qui couvre la plus grande distance sur une période de 124 heures (5 jours et 4 heures).
Délivré par le National Institute of Sea Training (NIST), il est remis en jeu chaque année depuis 1964.